# Not Too Late
A Not Too Late Norah Jones, amerikai dzsessz- és popénekesnő harmadik albuma. Ausztráliában az EMI kiadónál jelent meg 2007. január 27-én, míg az Egyesült Államokban 2007. január 30-án. A producer Lee Alexander volt, ki Norah előző albumain (Come Away with Me és Feels like Home) dalszerzőként és gitárosként működött közre. A lemez az USA-ban és az Egyesült Királyságban egyaránt elérte az első helyet a slágerlistákon.

## Dalok
1. Wish I Could (Norah Jones, Lee Alexander)
2. Sinkin' Soon (Alexander, Jones)
3. The Sun Doesn't Like You (Jones, Alexander)
4. Until the End (Jones, Alexander)
5. Not My Friend (Jones)
6. Thinking About You (Jones, Ilhan Ersahin)
7. Broken (Jones, Alexander)
8. My Dear Country (Jones)
9. Wake Me Up (Jones, Alexander)
10. Be My Somebody (Jones)
11. Little Room (Jones)
12. Rosie's Lullaby (Jones, Daru Oda)
13. Not Too Late (Jones, Alexander)
14. 2 Men (Jones, Alexander) (Japán bónuszdal)

### Deluxe verzió (CD és DVD)
1. Thinking About You – videóklip
2. Sinkin' Soon – videóklip
3. Until the End – videóklip
4. Thinking About You – Így készült…
5. Sinkin' Soon – Így készült…
6. Live Performances – Burbank-ban forgatva, 2006 novemberében
7. 12 minutes interview – Norah Jones-szal

## Külső hivatkozások
- Hivatalos honlap
- Sinkin' Soon videóklip
- Until the End videóklip
- Thinking About You videóklip